# Villanueva de Huerva
Villanueva de Huerva là một đô thị ở tỉnh Zaragoza, Aragon, Tây Ban Nha. Theo điều tra dân số 2004 của Viện thống kê Tây Ban Nha (INE), đô thị này có dân số là 574 người. Diện tích đô thị này là 78 ki-lô-mét vuông.